# Nikolaï Chenguelaïa
Nikolaï Mikhaïlovitch Chenguelaia (en russe : Николай Михайлович Шенгелая) est un écrivain, acteur, réalisateur soviétique et géorgien, né le 8 août 1903 à Oboudji (Géorgie) et décédé le 4 janvier 1943 , près de Tbilissi (Géorgie).

## Biographie
Poète et écrivain talentueux, membre du groupe futuriste, compagnon de Vladimir Maïakovski, Nikolaï Chenguelaia entre en 1923 dans la troupe du Théâtre national Roustavéli, alors dirigé par Koté Mardjanichvili. Ses débuts cinématographiques datent de 1924 : il devient l'assistant de Mardjanichvili sur le tournage d'Avant la tempête. Il était l'assistant réalisateur de Iouri Jeliaboujski sur le tournage de Dina Dza-Dzu en 1926. Sa première réalisation, en collaboration avec Lev Pouch, Guioulli (1927) est une ode à l'actrice Nato Vatchnadze dont il est follement épris. Celle-ci deviendra son épouse et lui donnera deux fils, également cinéastes, Eldar Chenguelaia (né en 1933) et Gueorgui Chenguelaia (né en 1937). En 1928, il réalise Elisso, un film muet basé sur la nouvelle éponyme d'Alexandre Kazbegui.
Décédé le 4 janvier 1943, sans pouvoir achever son dernier film Il reviendra encore, l'artiste est inhumé au panthéon de Didube.

## Œuvre
Avec Elisso (1928), il signe un film revendiquant un souci d'authenticité s'opposant aux films "orientalo-ethnographiques" produits jusqu'ici par la Goskinprom. Mais, c'est surtout Les 26 Commissaires (1933) retraçant un célèbre épisode révolutionnaire qui lui assurera une certaine notoriété.

## Filmographie (comme réalisateur)
- 1927 : Guioulli (Гюлли)
- 1928 : Elisso (Элисо)
- 1933 : Les 26 Commissaires (Двадцать Шесть Комиссаров)
- 1934 : La Vallée dorée (Золотистая Долина)
- 1939 : La Patrie (Родина)
- 1941 : Dans les montagnes noires (scénario de Béla Balázs)
- 1943 : Il reviendra encore (Он Еше Вернется), terminé par Diomid Antadze

## Prix et honneurs
- 1941 : Prix Staline de 2e classe, pour les films Elisso (1928) et La Vallée dorée (1937)
- 1935 : Artiste émérite de la RSFSR
- 1939 : ordre du Drapeau rouge du Travail